# کاندیدو سالز
کاندیدو سالز (به پرتغالی: Cândido Sales) یک منطقهٔ مسکونی در برزیل است که در باهیا واقع شده‌است. کاندیدو سالز ۲۵٬۰۵۳ نفر جمعیت دارد.